# Amtrak

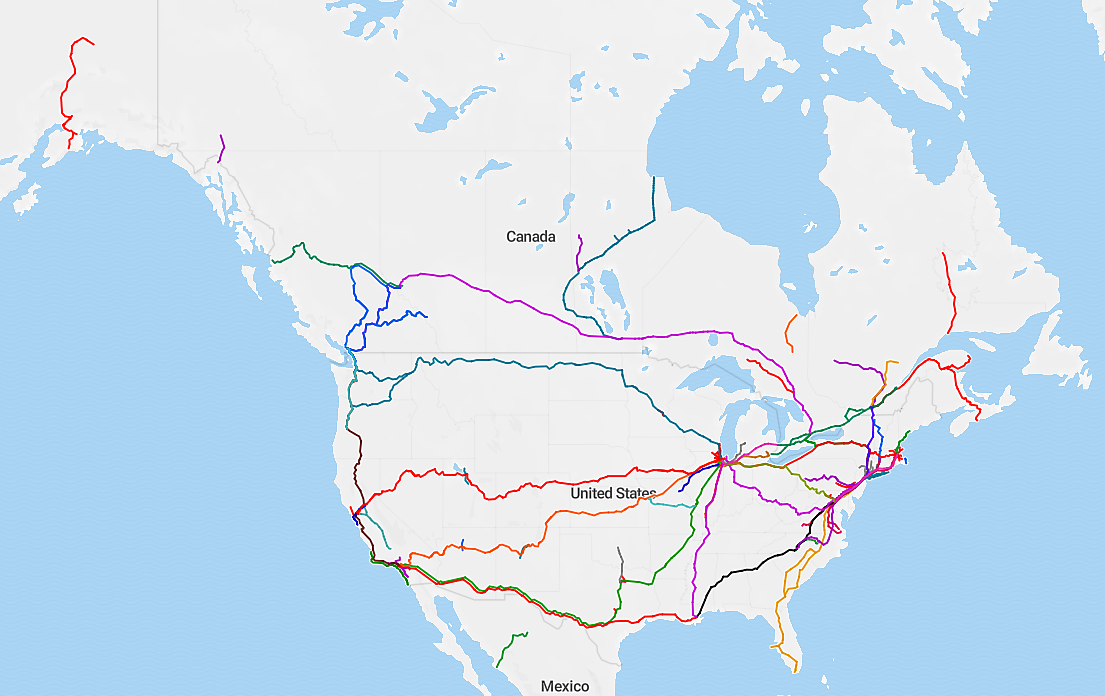
Treni passeggeri nel Nord America (mappa interattiva)

Amtrak è il nome commerciale della National Railroad Passenger Corporation, creata il 1º maggio 1971 per gestire il sistema di trasporti extraurbani su ferrovia negli Stati Uniti.
È una corporation a partecipazione governativa, il cui nome viene dall'unione dei termini "American" e "track" ("via"). La quasi totalità del capitale di Amtrak è proprietà del governo federale degli Stati Uniti. I membri degli organi dirigenti sono nominati dal presidente degli Stati Uniti e sono soggetti all'approvazione del Senato. Amtrak impiega circa 19.000 persone e opera su 33.800 km di ferrovie, quasi tutte di proprietà di altre società ferroviarie; la rete connette 500 località di 46 Stati, con alcune destinazioni anche in Canada.

## Storia
La Amtrak nasce nel 1971 come risposta al declino del trasporto passeggeri su rotaia. L'affermarsi dell'aereo per le lunghe distanze, e l'automobile e il pullman per le brevi, fecero sì che dagli anni sessanta in poi negli Stati Uniti le grandi compagnie si trovassero in perdita a gestire i servizi passeggeri. A questo va aggiunto il mancato rinnovo delle ferrovie nordamericane, in parte dovuto anche all'intervento del governo, che preferendo finanziare le autostrade al posto di nuove linee ferroviarie, aggiunse nuove tasse per le compagnie ferroviarie, cedendo i ricavi alle compagnie aeree e alle autostrade. Il calo lo si può riassumere in poche cifre: nel 1946 erano 770 milioni, nel 1964 appena 298. Nel 1954 c'erano oltre 2500 treni a lunga percorrenza, nel 1969 appena 500. Quasi tutti i treni passeggeri erano gestiti in perdita.

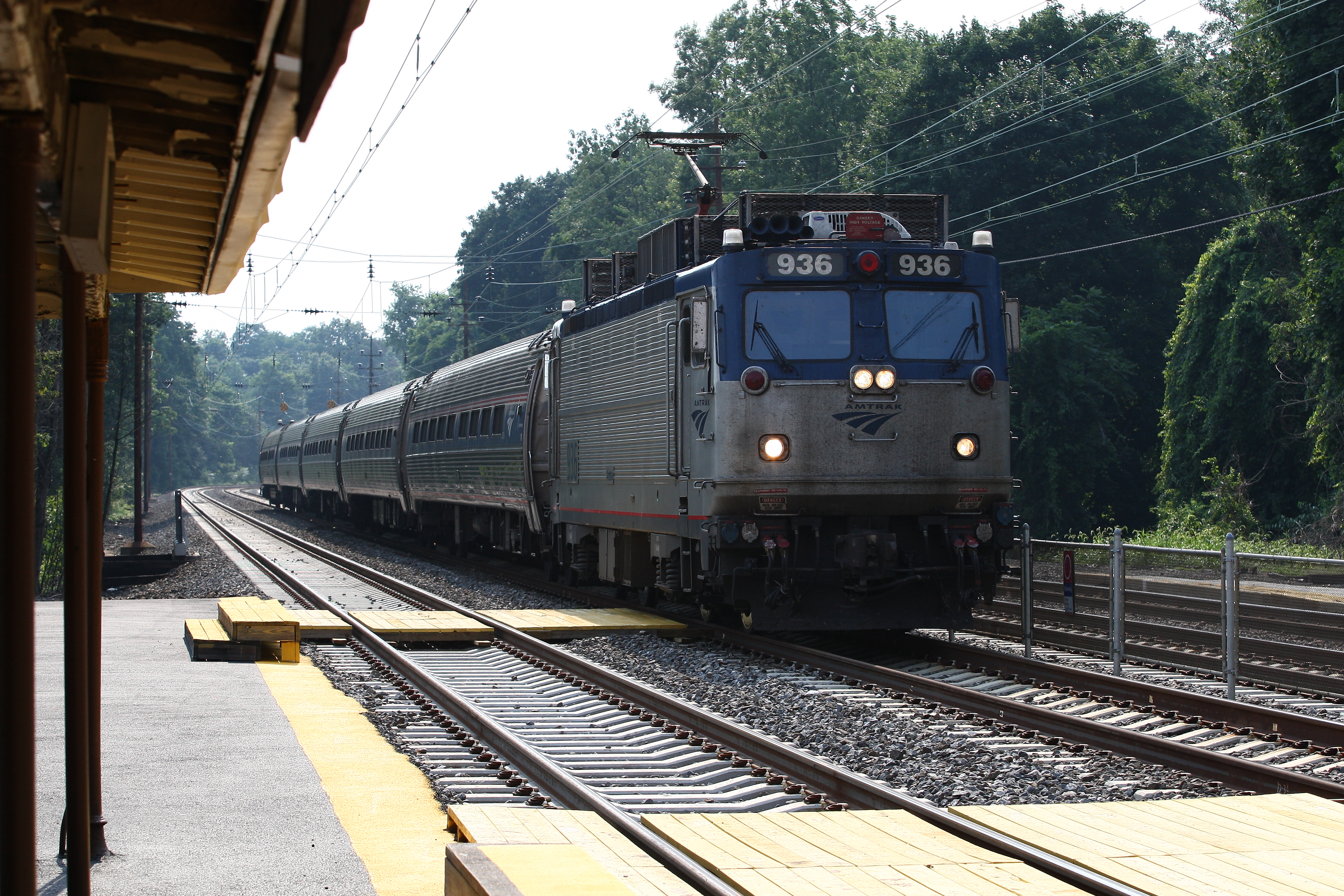
Anni ottanta: una EMD AEM-7 traina un convoglio composto da carrozze del tipo Metroliner

Di fronte a tutto questo, il presidente Richard Nixon nel 1970 varò il Rail Passenger Service Act. Con questa legge nasceva la National Railroad Passenger Corporation (NRPC), commercialmente conosciuta come Amtrak. La legge diceva che:
- qualsiasi azienda che operava in campo passeggeri poteva stipulare un contratto con la NRPC;
- le ferrovie che entravano nella NRPC avrebbero gestito in comune il materiale rotabile e il servizio sarebbe iniziato dal 1º maggio 1971.
- le compagnie ferroviarie che non avessero voluto entrare nella NRPC, avrebbero potuto continuare a gestire il proprio servizio passeggeri fino al 1975, quando sarebbero state messe al vaglio dalla Interstate Commerce Commission per valutare se proseguire o meno il servizio.

Ben 20 delle 26 maggiori compagnie ferroviarie aderirono, mettendo a disposizione il proprio materiale rotabile, mentre altro fu acquistato dalla Amtrak stessa in un'ottica di standardizzazione. Le varie compagnie ferroviarie cedettero anche il diritto di transito sulla propria rete ai treni passeggeri.
Il compito della Amtrak risultò comunque arduo fin dall'inizio. Pochi i soldi messi a disposizione dallo Stato, materiale rotabile non sempre all'altezza, linee ferroviarie scadenti, dove le velocità raggiungibili erano assai limitate. Per di più molte stazioni erano da restaurare. A peggiorare questo quadro, c'era il modo in cui la presidenza statunitense sceglieva gli amministratori della Amtrak: sovente si trattava di gente senza alcuna esperienza in ambito ferroviario.
Fra mille difficoltà, l'Amtrak riuscì però a cogliere un successo nel cosiddetto Corridoio Nord-Est (Boston - New York - Washington), la cui elettrificazione, incominciata da varie ferrovie prima del 1970 (Pennsylvania Railroad, New York Central, New York, New Haven and Hartford Railroad), venne portata a termine nel 1975 nella tratta meridionale, e nel 1996 - a causa di uno stop dell'amministrazione Reagan negli anni ottanta - raggiunse Boston. Nella tratta New York - Washington presero così servizio, accanto ai veterani locomotori elettrici serie GG-1, già della Pennsylvania Railroad, i nuovi General Electric GE E60 e poi i più prestanti EMD AEM-7, capaci di raggiungere i 200 km/h.
A partire dagli anni 1990 poi, in vista dell'introduzione del materiale Acela Express, tutta la tensione della catenaria del Corridoio Nord-Est venne standardizzata a 11.000 volt alternata monofase, a 25 hertz. Nuovi binari vennero posati per permettere le velocità superiori ai 200 km/h che i nuovi convogli avrebbero raggiunto. L'11 dicembre 2000 il primo convoglio ad assetto variabile Acela Express percorse la tratta. Il servizio ha iniziato a riscuotere un buon successo - non paragonabile comunque ai treni ad alta velocità europei e giapponesi - soprattutto dopo gli attentati dell'11 settembre 2001.

## Collegamenti principali

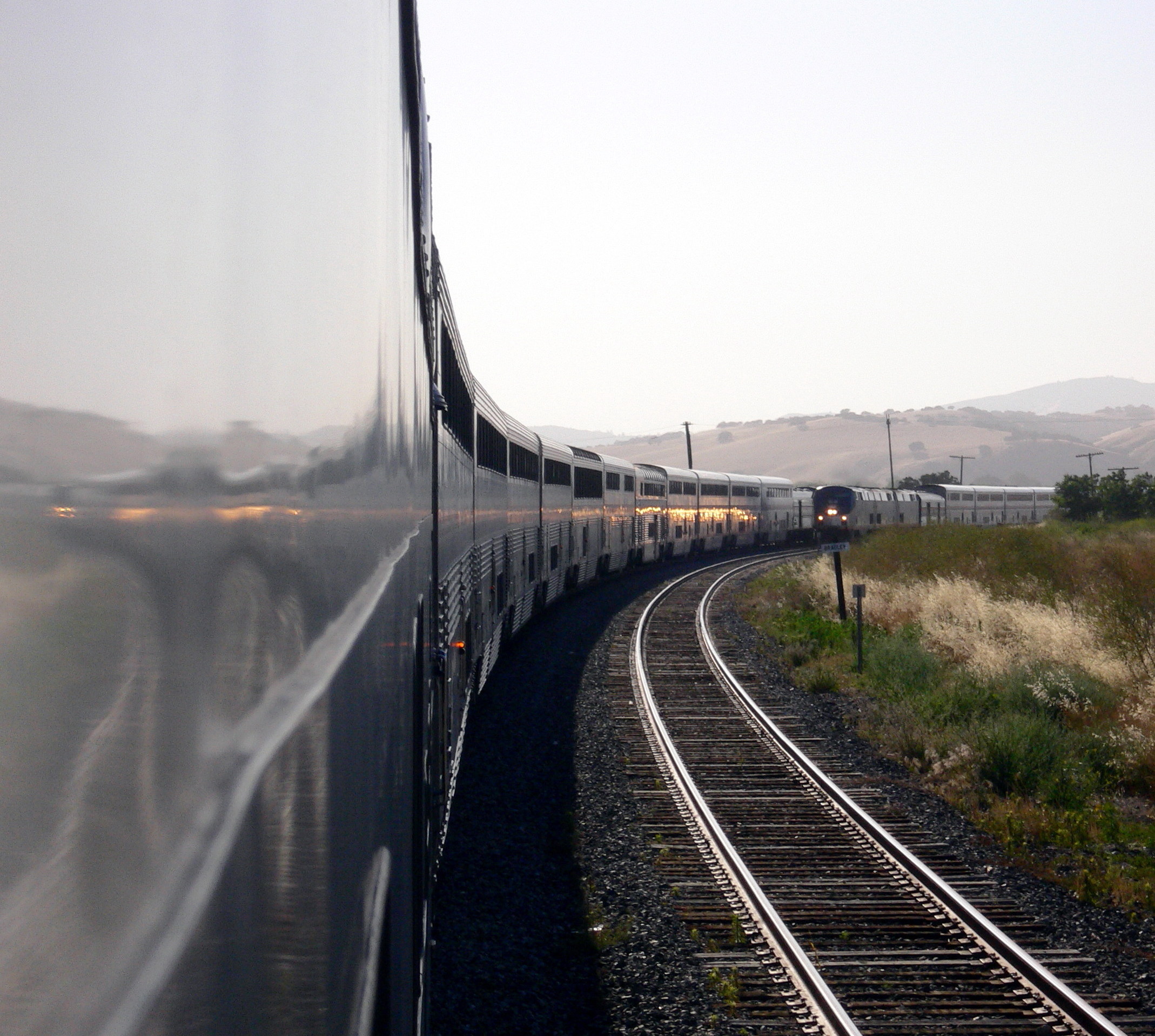
Un'immagine dell'incrocio fra due Starlights. I convogli sono composti da carrozze a due piani del tipo Superliner

Leggere i nomi dei treni dell'Amtrak che effettuano i collegamenti fra le principali città statunitensi equivale a passare in rassegna la storia delle principali compagnie ferroviarie. Meritoriamente infatti l'Amtrak ha battezzato i suoi treni con i nomi dei convogli delle principali compagnie ferroviarie nordamericane degli anni trenta e cinquanta.
Segue l'elenco dei treni, suddivisi per zone, con un riferimento al convoglio storico.

### California
- Capitol Corridor, collega Auburn - Sacramento - Emeryville (San Francisco) - Oakland - San Jose.
- Coast Starlight, collega Seattle - Portland - Los Angeles. Il nome si ispira ad un famoso convoglio della Southern Pacific Railroad (SP).
- Pacific Surfliner, collega Paso Robles - San Luis Obispo - Santa Barbara - Los Angeles - San Diego. Anche questo nome deriva da famoso convoglio della Southern Pacific Railroad (SP).
- San Joaquins, collega l'area della baia di San Francisco e Sacramento con Bakersfield (California meridionale).

### Nord-Ovest
- Empire Builder, collega Chicago - St. Paul - Portland/Seattle. È uno fra i treni per eccellenza del Nord America, effettuato in origine dalla Great Northern Railway, poi Burlington Northern. Il nome deriva dal soprannome dato a James J. Hill, colui che costruì l'impero ferroviario della Great Northern Railway, Northern Pacific e Chicago, Burlington and Quincy Railroad. La sua rotta lo porta ai confini del Glacier National Park.
- Amtrak Cascades, fra Vancouver (Canada) - Seattle - Tacoma - Portland - Salem - Eugene. Il nome deriva dalla catena montuosa del Cascade. La Amtrak per questo servizio usa convogli ad assetto variabile Talgo.

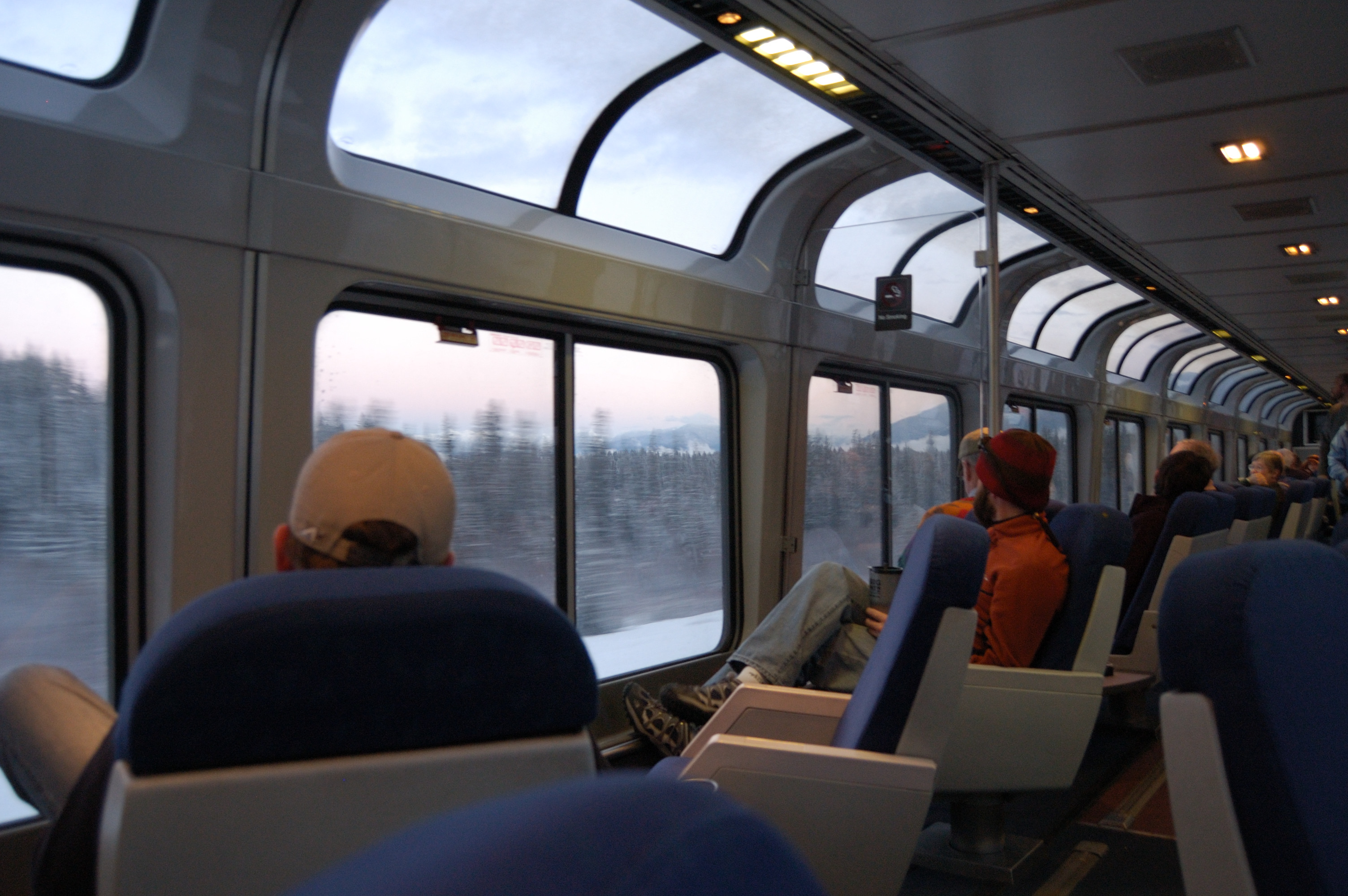
Carrozza panoramica in composizione all'Empire Builder, qui mentre attraversa il Montana.

### Ovest
- California Zephyr, fra Chicago - Denver - Emeryville (San Francisco). Treno famosissimo, il servizio dal 1949 al 1970 era gestito congiuntamente dalla Chicago, Burlington and Quincy Railroad (CB&Q), dalla Denver and Rio Grande Western Railroad (D&RGW) e dalla Western Pacific Railroad (WP). Fu fra i primi treni a completa trazione diesel.
- Southwest Chief, collega Chicago - Albuquerque - Los Angeles. Prende il nome dal famoso Super Chief, treno simbolo della Atchison, Topeka and Santa Fe Railway, operante dal 1936 al 1971, quando appunto passò alla Amtrak. Fu il primo treno a lunga percorrenza a trazione diesel.
- Sunset Limited, unisce New Orleans - San Antonio - Los Angeles. Riprende il nome di un famoso treno della Southern Pacific Railway (SP), nonché della Sunset Route, la rotta meridionale che collegava la Florida fino all'Oceano Pacifico, gestita sempre dalla SP.
- Texas Eagle, collega Chicago - St. Louis - Dallas - San Antonio (Los Angeles). Il nome era di un treno gestito dalla Missouri Pacific Railroad congiuntamente con la Texas and Pacific Railway.

### Centro
- Hiawatha, fra Milwaukee - Chicago. In origine, negli anni trenta, era il collegamento di punta della Chicago, Milwaukee, St. Paul and Pacific Railroad (conosciuta anche come Milwaukee Road). Primo treno al mondo ad avere locomotiva e carrozze carenate.
- Missouri Routes, unisce Chicago - St. Louis - Kansas City.
- Kansas City Mule, unisce St. Louis e Kansas City.
- Illinois Service, collega Chicago - Quincy/St.Louis/Carbondale.
- Michigan Services, fra Chicago - Grand Rapids/Port Huron/Detroit - Pontiac.

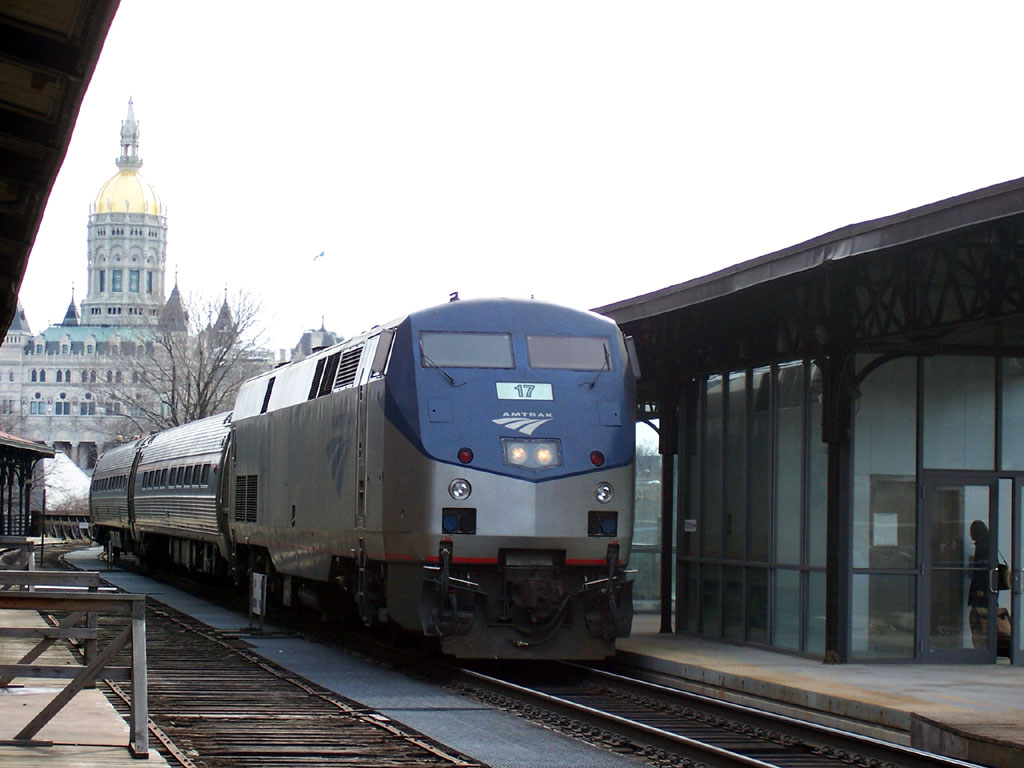
Il Regional a Hartford, pronto a partire per Springfield.

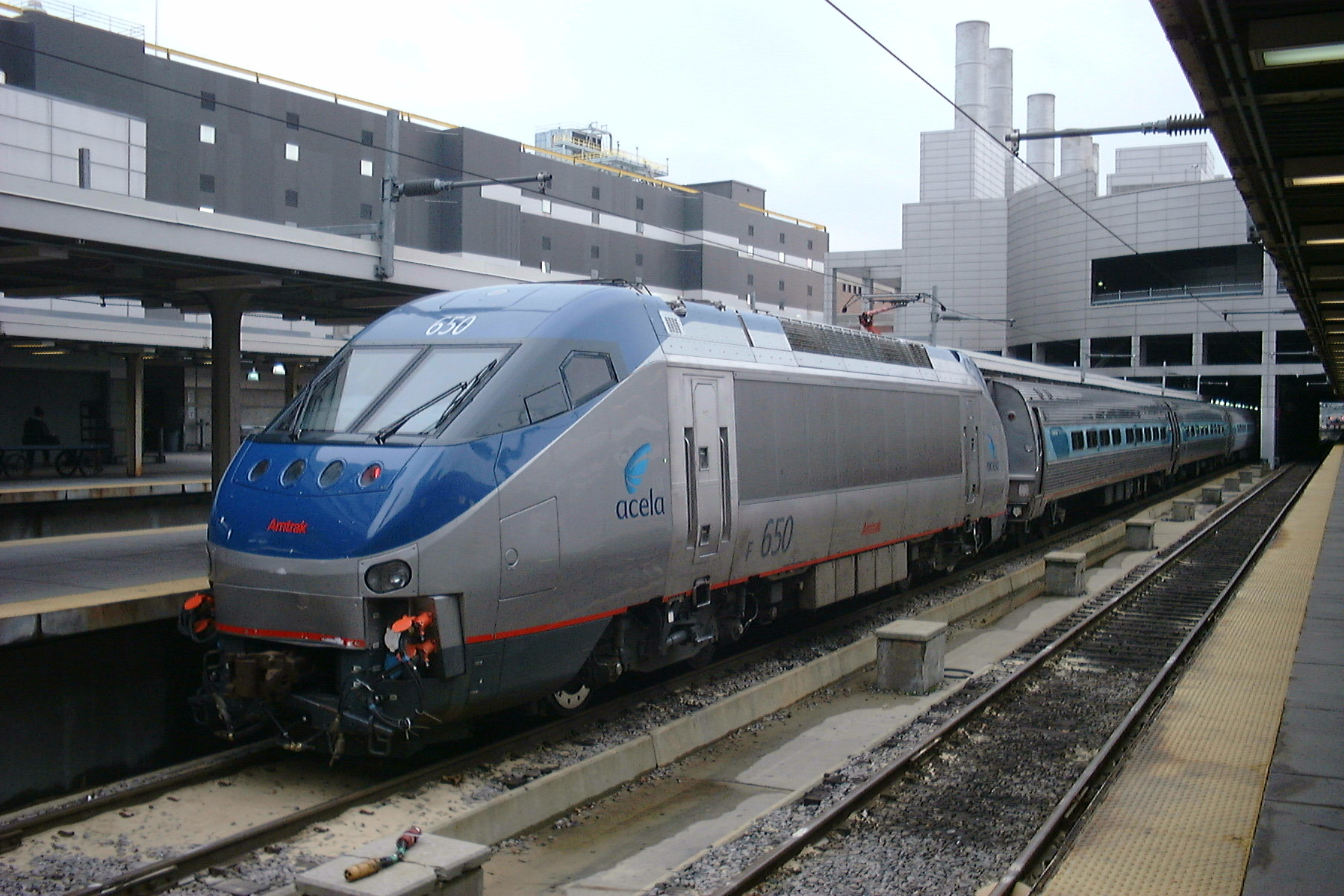
Una Bombardier HHP-8 al traino di un convoglio Metroliner, pronto a partire da Boston. Nelle forme questo locomotore ricorda volutamente il muso degli Acela Express.

- City of New Orleans, collega Chicago - Memphis - New Orleans. Riprende il nome di un collegamento della Illinois Central Railroad.
- Heartland Flyer, fra Oklahoma City - Fort Worth.

### Nord Est
- Acela Express, Boston - New York - Filadelfia - Washington, DC. È l'unico treno ad Alta Velocità degli Stati Uniti.
- Adirondack, Montreal - Albany - New York. Prende il nome dalla catena montuosa che attraversa.
- Capitol Limited, Washington, DC - Pittsburgh - Chicago. Era il nome del treno di punta della Baltimore and Ohio Railroad.
- Cardinal / Hoosier State, New York - Washington, DC - Cincinnati - Indianapolis - Chicago.
- Downeaster, Portland - Boston.
- Empire Service, New York - Albany - Syracuse - Rochester - Buffalo - Cascate del Niagara. Il nome ricalca il celeberrimo Empire State Express della compagnia New York Central System.
- Ethan Allen Express, Rutland - Albany - New York.
- Keystone, New York - Filadelfia - Harrisburg.
- Lake Shore Limited, New York/Boston - Albany - Chicago. Famoso treno della New York Central System, gemello del più famoso 20th Century Limited, col quale condivideva il materiale rotabile.
- Maple Leaf, Toronto - New York. Era in origine un treno della Grand Trunk Western Railroad.
- Pennsylvanian, New York - Pittsburgh. Era in origine un famoso convoglio della potente Pennsylvania Railroad (PRR), gemello dell'altrettanto famoso Broadway Limited.
- Regional, Boston - Springfield/Providence - New York - Washington, DC - Newport News.
- Vermonter, St. Albans - Burlington - Springfield - New York - Washington, DC. In origine treno della Boston and Maine Railroad.

### Sud Est
- Auto Train, Lorton (Washington, DC) - Sanford, FL (Orlando).
- Crescent, New York - Atlanta - New Orleans. Era il nome del treno simbolo della Southern Railway (SR).
- Silver Service / Palmetto, New York - Washington, DC - Charleston - Savannah - Jacksonville - Orlando - Tampa/Miami. Il primo era un treno della Seaboard Air Line Railroad.
- Carolinian / Piedmont, New York - Raleigh - Charlotte. Il Piedmont Limited era un altro treno simbolo della Southern Railway (SR).

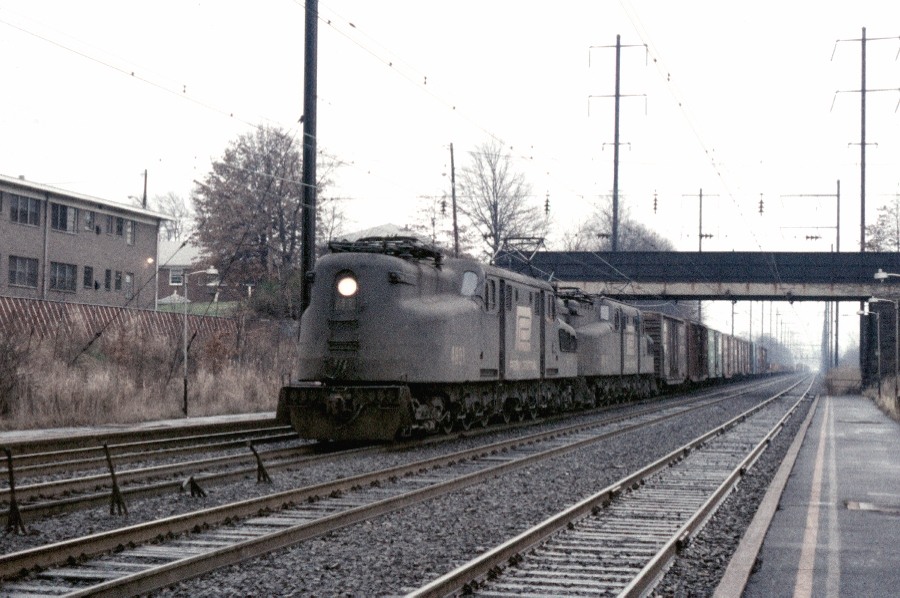
Due GG-1, quando ancora erano in servizio con la Penn Central, prima di servire alla Amtrak.

## Materiale rotabile
La Amtrak iniziò il suo servizio utilizzando quanto lasciato dalle altre grandi compagnie ferroviarie. Col passare degli anni, specie nel Corridoio Nord-Est, si dotò di materiale costruito specificatamente per le sue relazioni, fornito dai più svariati costruttori ferroviari.

### Corridoio Nord-Est
Per quanto riguarda il Corridoio Nord-Est, c'era a disposizione l'abbondante materiale della Penn Central, già Pennsylvania Railroad (PRR): accanto alle veterane locomotive elettriche GG-1 si affiancavano i moderni complessi di automotrici del tipo Metroliner.
I GG-1, costruiti dalle celebri officine PRR di Altoona, erano locomotori elettrici da 3660 kW di potenza, capaci di raggiungere i 160 km/h in testa ai treni passeggeri. Tali prestazioni erano del tutto ragguardevoli, considerando che erano entrati in servizio nel 1934, come mostrava anche il poco consueto rodiggio, un 2-C+C-2. Prestarono servizio fino al 1979, quando furono sostituiti da macchine più moderne, quali gli EMD AEM-7.
I convogli Metroliner erano invece un insieme di automotrici e rimorchiate, entrate in servizio nel 1967, e capaci di toccare i 201 km/h (125 miglia orarie). Con l'arrivo dei più moderni Acela Express, le automotrici sono state man mano ritirate: l'ultima corsa è stata effettuata nel giugno 2006. Il materiale rimorchiato, conosciuto anche come Amfleet, è stato invece utilizzato in composizioni standard con vari locomotori elettrici.

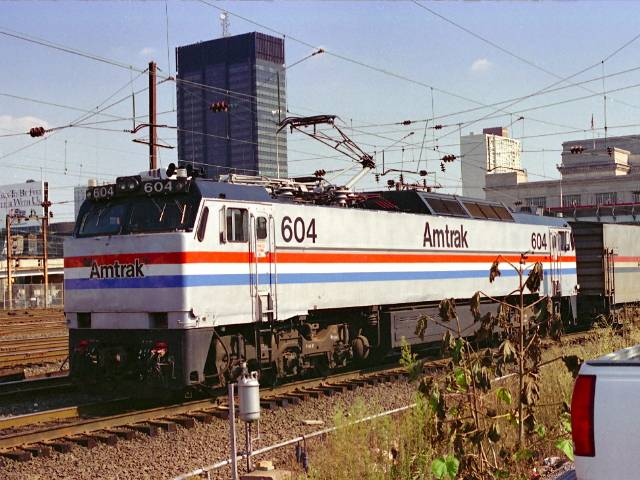
Una General Electric E60. Macchina dalle mediocri prestazioni, fu presto relegata a servizi non di punta. Qui è ripresa alla 30th Street Station di Filadelfia

Nel 1972 la General Electric iniziò a fornire i locomotori serie E60, dotato di rodiggio C'-C', con una potenza di 4,48 MW e una velocità massima di 145 km/h. Le prestazioni non erano esaltanti, mentre in velocità si verificavano serpeggiamenti, che provocarono il deragliamento di un prototipo durante i test: da qui la velocità massima così limitante. Le 73 macchine costruite non ebbero una carriera felice, cedute a varie compagnie ferroviarie minori all'apparire delle EMD AEM-7.
Le EMD AEM-7 si ispiravano alle svedesi Rc-4 della ASEA, come del resto le macchine austriache della serie 1044. Dopo aver scartato le CC 21000 (CC 6500 adatte alla corrente alternata) francesi - un modello fu provato nel Corridoio Nord-Est nel 1977 - la scelta cadde su macchine ad azionamento elettronico, più moderne del modello francese proposto. LA EMD consegnò fra il 1978 e il 1988 65 locomotori. Le AEM-7 avevano una potenza di 5,2 MW, raggiungevano i 200 km/h, e potevano funzionare sotto le varie tensioni che cottraddistinguevano all'epoca il Corridoio Nord-Est. Nell'ottobre 1996 questi locomotori hanno iniziato a fare servizio anche sull'elettrificato "Keystone Corridor", fra Filadelfia e Pittsburgh. Nel 1999 poi è iniziato un aggiornamento per quanto riguarda la parte elettronica, dotando le macchine di inverter IGBT.
Nel dicembre 2000 hanno iniziato il servizio i convogli Acela Express. Sono dotati di due motrici da 6000 hp (4,47 MW) e capaci di toccare i 240 km/h, che racchiudono sei rimorchiate ad assetto variabile.
Nel 1999 sono cominciati i test sui nuovi HHP-8 forniti dalla Bombardier Transportation, costruiti in 21 esemplari. Sono macchine da ben 8000 hp (circa 6,2 MW), come dice la sigla stessa: High Horse Power 8000. Sono macchine che intendono rimpiazzare in maniera definitiva i mediocri E60 ed affiancare gli AEM-7 nei servizi ad alta velocità con convogli di carrozze Amfleet (cioè le rimorchiate Metroliner).

### La trazione diesel
All'inizio la Amtrak si trovò a gestire una flotta assai eterogenea, con molte macchine ormai superate. Non mancavano infatti varie EMD delle serie E8, E9, F3B, F7 e FP7, tutte risalenti alla fine degli anni quaranta, dotate di scarsa potenza (intorno a 1,1 MW) e affidabilità.
Nel 1974 quindi l'Amtrak ordinò alla General Electric 25 macchine del tipo P30CH. Tali locomotori diesel non incontrarono il favore del personale di macchina e dell'amministrazione, che si rivolse quindi alla EMD per una nuova fornitura.

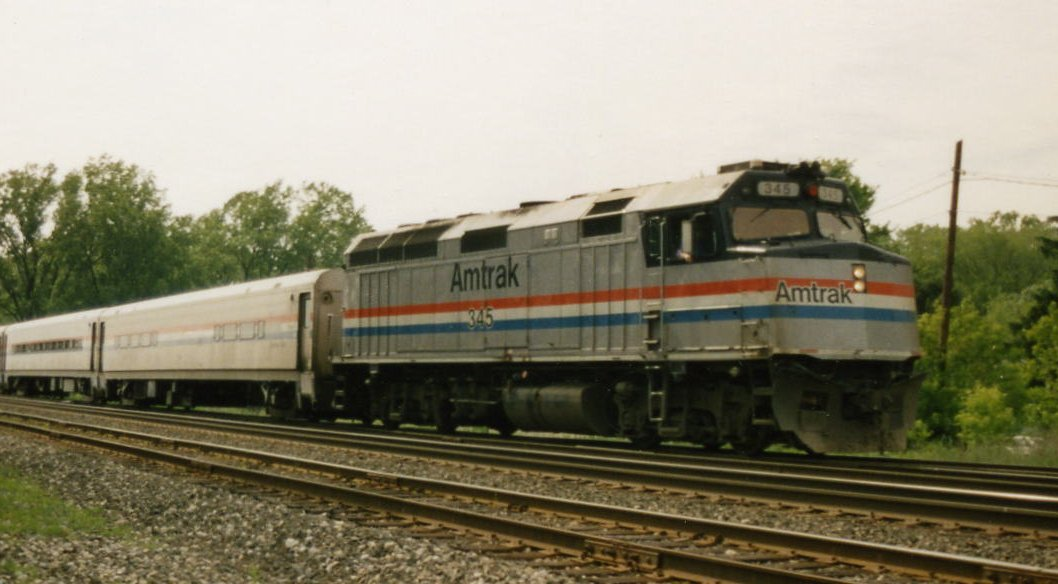
Una EMD F40PH

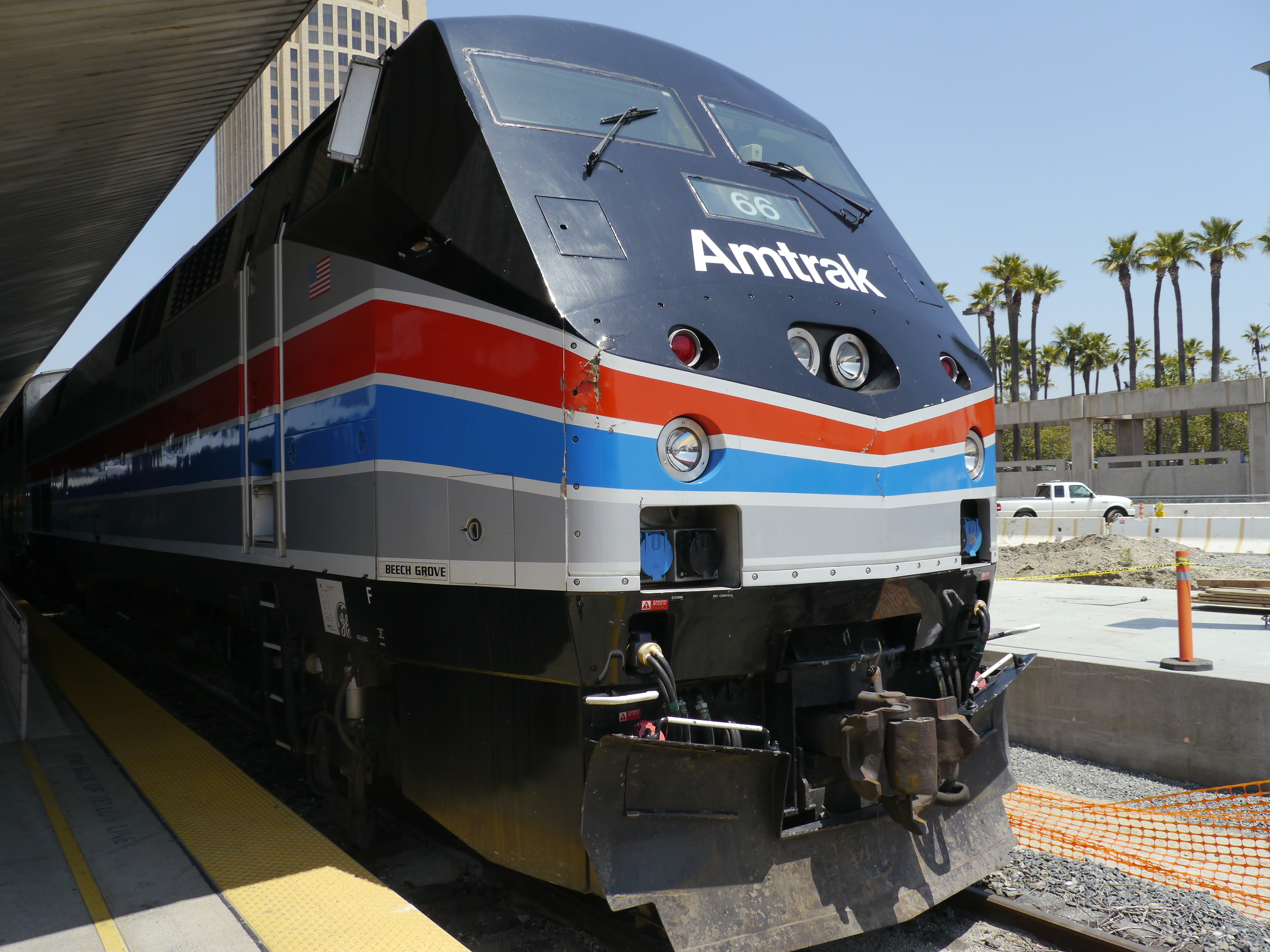
Una P42DC.

Nel 1976 arrivarono le nuove EMD F40PH, di fatto una versione passeggeri delle diffusissime SD-40, che permisero di svecchiare il materiale trazione. Dotate di un motore tipo 645E3 a 16 cilindri a V sovralimentato da 2,2 MW, potevano raggiungere i 166 km/h (103 miglia orarie), incrementarono le prestazioni dei convogli dell'Amtrak. Il rodiggio è Bo'Bo', e sono prive delle passerelle laterali tipiche delle macchine diesel statunitensi. I macchinisti hanno affibbiato alle macchine il nomignolo di "screamers".
La General Electric si prese la rivincita sulla rivale storica nel 1991, quando l'Amtrak ordinò 20 esemplari della Dash 8-32BWH, una versione cioè adatta per treni passeggeri del modello merci.
Nel 1992 la spuntò di nuovo la EMD, quando la sua F59PHI fu acquistata dalla Amtrak per svolgere servizi sulla costa californiana e quella atlantica, dove le linee consentono di raggiungere buone velocità. Capaci di raggiungere i 176 km/h (110 miglia orarie), le F59PHI sono dotate del nuovo motore tipo 710, un V 12 capace di 2,2 MW.
Alla fine però, nel 1992, andò alla GE Transportation la commessa più importante: i locomotori della serie Genesis, modelli P40DC, P32AC-DM e P42DC, tutti esternamente simili fra loro. Macchine a quattro assi, capaci di raggiungere i 177 km/h negli ultimi modelli, hanno una potenza di poco superiore ai 3 MW, e pesano ben 121 tonnellate. Ne sono in servizio oltre 200 esemplari, molti anche adottati da altre compagnie ferroviarie, quali la VIA Rail canadese.